# Бутовий штрек
Бутовий штрек (рос. бутовый штрек, англ. rubble drift, stone drift, stone heading; нім. Bergeort n, Bruchsteinstrecke f) — у гірництві — гірнича виробка, що проводиться по простяганню у виробленому просторі лави шляхом підривання бокових порід (переважно покрівлі) для видобування закладального матеріалу. Закладальний матеріал використовується для викладки бутових смуг. Кількість і перетин бутових штреків залежить від необхідного обсягу закладного матеріалу, числа бутових смуг.
Бутовий штрек не підтримується (не кріпиться або має тимчасове кріплення).